# SEALDs

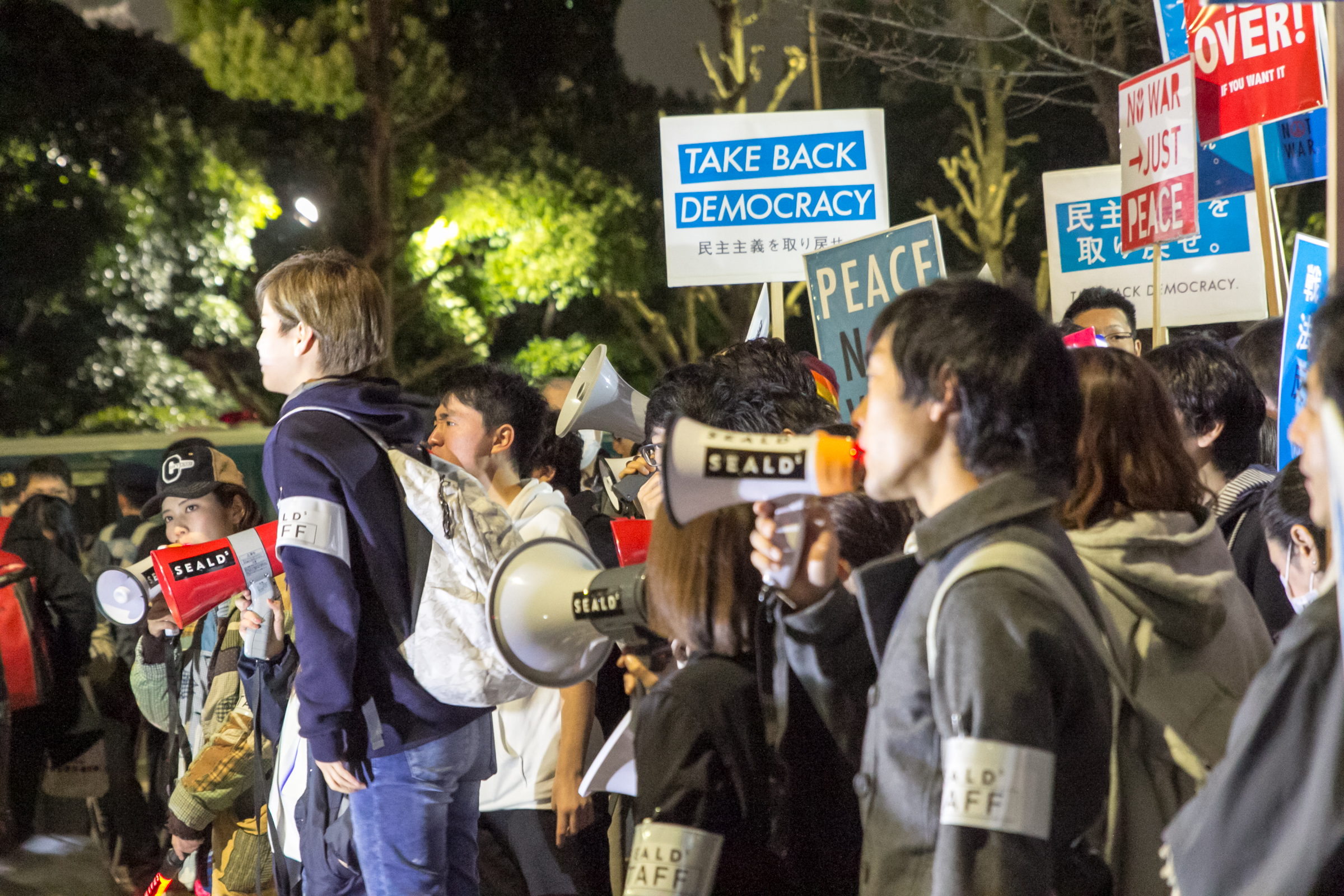
Manifestation près de la Diète nationale, mars 2016.

SEALDs, abréviation de Students Emergency Action for Liberal Democracy (自由と民主主義のための学生緊急行動, Jiyū to minshu shugi no tame no gakusei kinkyū kōdō), est une organisation étudiante militante au Japon qui organise des manifestations contre la coalition au pouvoir dirigée par le premier ministre Shinzō Abe en 2015 et 2016. Elle s'est concentrée sur les projets de loi sur les Forces japonaises d'autodéfense promulgués en 2015 qui permettent aux forces japonaises d'autodéfense d'être déployées à l'étranger.

## Origines
La plupart des membres importants des SEALD étaient impliqués dans un mouvement antérieur, "Students Against Secret Protection Law" (SASPL), qui a protesté contre la loi spéciale sur les secrets d'État de Shinzo Abe de février à décembre 2014.
Si le mouvement a émergé à la suite de la catastrophe nucléaire de Fukushima de 2011 et aux tentatives de révision du caractère pacifiste de la Constitution japonaise, il est plus globalement une réponse aux transformations sociales générées par la politique néolibérale appliquée début le début des années 1990. Les membres du mouvement sont issus de la première génération d’une société confrontée à la montée des inégalités, à la précarisation du travail et à la dépréciation des diplômes universitaires qui ne garantissent plus un emploi stable.

## Création
Après l'adoption de la loi sur les secrets d'État, ces membres forment SEALDs le 3 mai 2015, Journée commémorative de la Constitution au Japon, pour souligner ce qu'ils pensent être le mépris flagrant de Shinzo Abe pour la Constitution. Ils craignent en particulier que le cabinet Abe, qui jouit d'une majorité dans les deux chambres du Parlement japonais, ne fasse adopter sa législation pour réinterpréter l'article 9 de la constitution japonaise, permettant au Japon d'exercer le droit d'autodéfense collective et potentiellement de déployer des troupes sur sol étranger. ( Cette loi est adoptée le 19 septembre 2015.)
Le 30 août 2015, les SEALDs font partie des manifestants qui encerclent le bâtiment de la Diète nationale à Tokyo. Les estimations de la taille de la foule varient de 30 000 à 120 000 manifestants. Un mouvement étudiant aussi important n'avait pas émergé au Japon depuis les manifestations anti-guerre des années 1960, qui avaient forcé le grand-père de Shinzo Abe, Nobusuke Kishi, à démissionner de son poste de Premier ministre. Cependant, contrairement aux Zengakuren, dont le radicalisme a fini par aliéner le public dans les années 1960, les SEALDs tentent d'être modérés et non partisans.
Les lois sur la sécurité sont promulguées le 29 mars 2016. Les SEALDs organisent une manifestation devant le bâtiment du Parlement la veille.

## Antennes régionales
Des branches de SEALD voient le jour dans divers endroits du Japon. SEALDs KANSAI est créé en mai 2015, SEALDs TOHOKU le 20 juillet, SEALDs RYUKYU à Okinawa le 15 août et SEALDs TOKAI à Nagoya le 7 septembre.

## Activités
Les activités des SEALD vont de l'organisation de manifestations, de rassemblements et de marches de protestation, d'organisation de groupes d'étude et d'événements de discussion, à la création de livrets, de brochures et de vidéos, en utilisant les médias sociaux. Ils se déplacent à travers le pays pour soutenir divers mouvements et candidats, comme les manifestations à Okinawa contre la base militaire américaine et les élections partielles d'Hokkaido en avril 2016.

## Dissolution
Les SEALDs se dissolvent le 15 août 2016, un mois après que le Parti libéral-démocrate au pouvoir a remporté la majorité qualifiée aux élections à la Chambre haute. Cependant, le cofondateur Aki Okuda (奥田愛基) déclare que la campagne n'est pas terminée et exhorte toutes les personnalités politiques japonaises à continuer de protéger la Constitution.